# (74172) 1998 RX7
(74172) 1998 RX7 – planetoida z pasa głównego asteroid okrążająca Słońce w ciągu 4,29 lat w średniej odległości 2,64 j.a. Odkryta 12 września 1998 roku.